# Міський округ місто Кулебаки
Міський округ місто Кулебаки (рос. Городской округ город Кулебаки) - адміністративно-територіальне утворення (місто обласного значення) і муніципальне утворення зі статусом міського округу у південно-західній частині Нижньогородської області Росії.
Адміністративний центр - місто Кулебаки.

## Населення
| 2002    | 2008    | 2009    | 2010    | 2011    | 2012    | 2013    |
| ------- | ------- | ------- | ------- | ------- | ------- | ------- |
| 57 000  | ↘53 710 | ↘53 251 | ↘52 377 | ↘52 186 | ↘51 457 | ↘50 775 |
| 2014    | 2015    | 2016    | 2017    |         |         |         |
| ↘50 305 | ↘49 769 | ↘49 269 | ↘48 730 |         |         |         |